# Hyphessobrycon

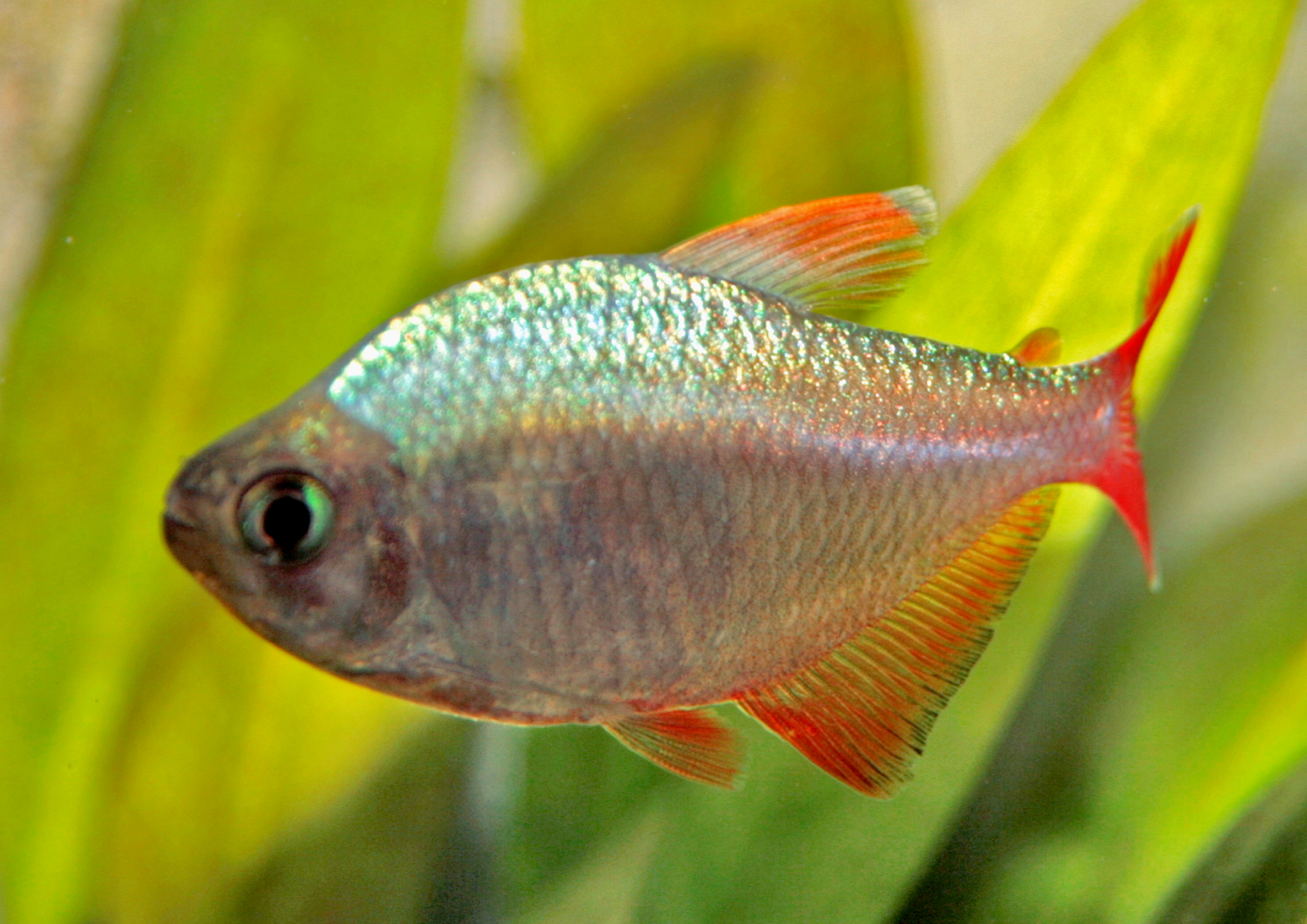
Tetra kolumbijská (Hyphessobrycon columbianus)

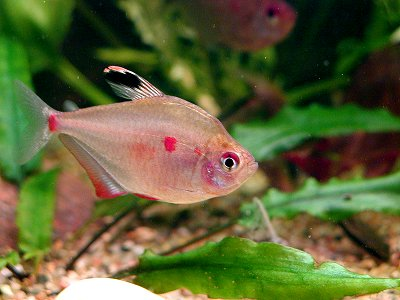
Tetra červenoskvrnná (Hyphessobrycon erythrostigma)

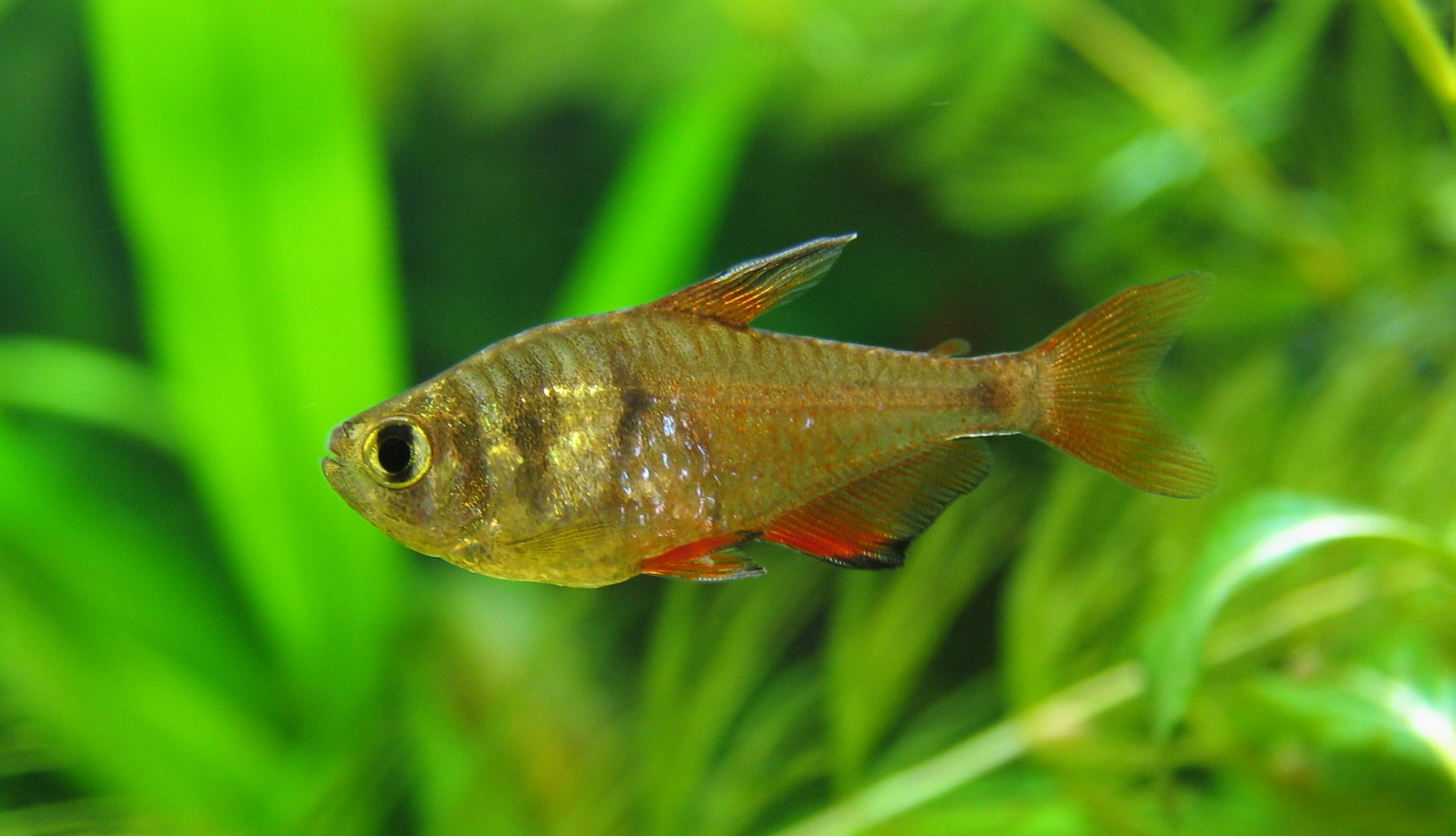
Tetra červená (Hyphessobrycon flammeus)

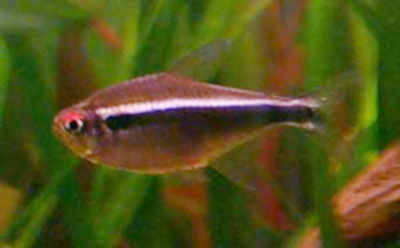
Neonka černá (Hyphessobrycon herbertaxelrodi)

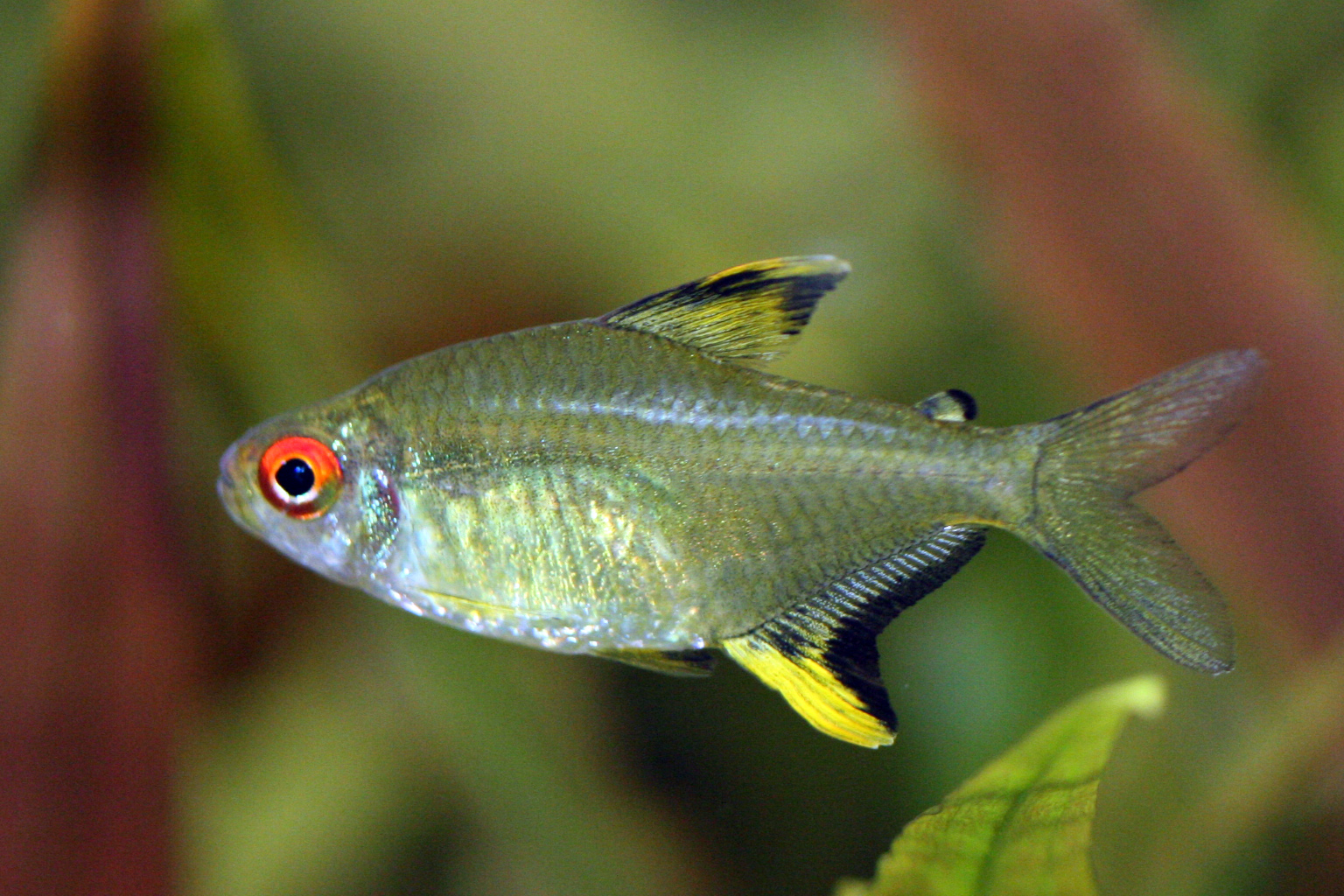
Tetra citronová (Hyphessobrycon pulchripinnis)

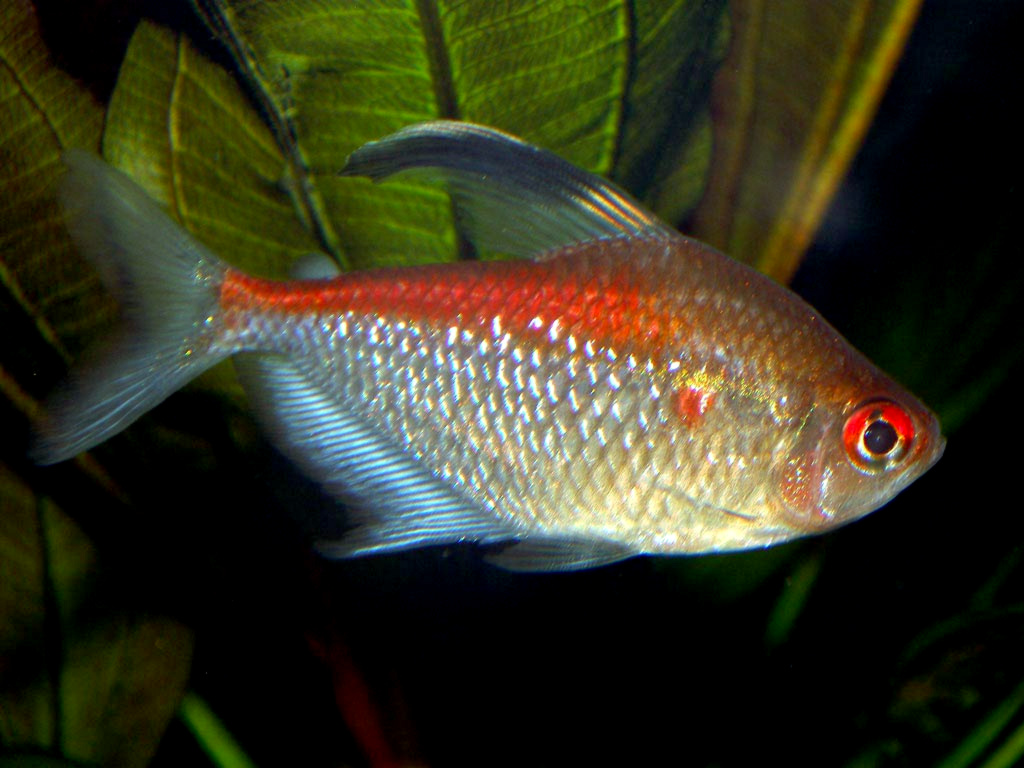
Tetra ohňoznaká Hyphessobrycon pyrrhonotus

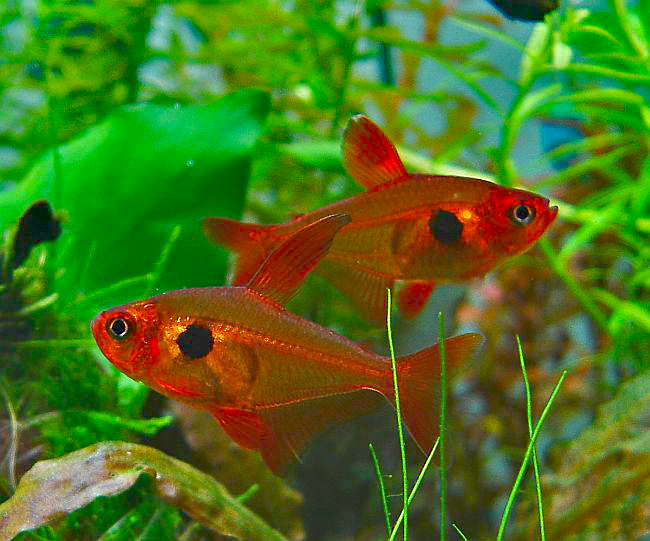
Tetra Swenglesova (Hyphessobrycon sweglesi

Tetry rodu Hyphessobrycon jsou jedním z mnoha rodů sladkovodních ryb z čeledi tetrovitých (Characidae). Jméno rodu Hyphessobrycon je složeno ze slov hyphesso (malý) a brycon (sochor), což vystihuje tvar tohoto tetrovitého rodu. Dalším ze znaků jsou silné často ozubené čelisti. Tento rod obsahuje asi 111 druhů.

## Popis
Charakteristický pro rod je bezšupinatý kořen ocasní ploutve. Většina druhů rodu Hyphessobrycon jsou malé, mírumilovné ryby žijící převážně v hejnech. Větší jsou naopak často hltaví dravci, kteří se v hejnech vrhají na kořist nebo i loví jednotlivě. Tato čeleď je domovem hlavně v Jižní a Střední Americe.
Rod Hyphessobrycon je ve srovnání s dalšími rody poměrně početný, zvláště nové klasifikace a popisy některých dříve samostatných druhů, které byly k druhu Hyphessobrycon přeřazeny. K druhům rodu Hyphessobrycon se od revize nově počítají také tetrovité druhy popsané Stanley Weitzmanem & Lisou Palmer jako druhy bývalého (dnes rozpuštěného) rodu Megalamphodus.

## Chov
Často nádherné zbarvení a stálá živost učinily z mnoha malých a mírných druhů této čeledi nejoblíbenější akvarijní rybky. Valná většina zástupců tohoto rodu se také velmi dobře chová a pěstuje, přičemž většina druhů je mírné povahy, zůstává drobná a žije pospolitě v hejnech. Měli by být proto chovány v početnějších skupinách nejméně po šesti až osmi exemplářích.

## Taxony
- Hyphessobrycon agulha Fowler, 1913

- Hyphessobrycon albolineatum Fernández-Yépez, 1950
- Hyphessobrycon amandae Géry & Uj, 1987 – tetra ohnivá
- Hyphessobrycon amapaensis Zarske & Géry, 1998
- Hyphessobrycon anisitsi Eigenmann in Eigenmann & Ogle, 1907 – tetra kosočtverečná
- Hyphessobrycon arianae Uj et Géry, 1989
- Hyphessobrycon axelrodi Travassos, 1959
- Hyphessobrycon balbus Myers, 1927
- Hyphessobrycon bentosi Durbin in Eigenmann, 1908 = H. robertsi Axelrod, 1958 – tetra skvostná
- Hyphessobrycon bifasciatus Ellis, 1911 – tetra žlutá
- Hyphessobrycon boulengeri Eigenmann in Eigenmann et Ogle, 1907
- Hyphessobrycon cachimbensis Travassos, 1964
- Hyphessobrycon catableptus Durbin, 1909
- Hyphessobrycon coelestinus Myers in Eigenmann & Myers, 1929
- Hyphessobrycon columbianus Zarske & Géry, 2002 – tetra kolumbijská
- Hyphessobrycon compressus Meek, 1904
- Hyphessobrycon condotensis Regan, 1913
- Hyphessobrycon copelandi Durbin in Eigenmann, 1908
- Hyphessobrycon cyanotaenia Zarske & Géry, 2006
- Hyphessobrycon diancistrus Weitzman, 1977
- Hyphessobrycon duragenys Ellis, 1911
- Hyphessobrycon ecuadorensis Eigenmann, 1915
- Hyphessobrycon ecuadoriensis Eigenmann & Henn in Eigenmann, Henn & Wilson, 1914
- Hyphessobrycon eilyos Lima & Moreira, 2003
- Hyphessobrycon elachys Weitzman, 1984
- Hyphessobrycon eos Durbin, 1909
- Hyphessobrycon epicharis Weitzman & Palmer, 1997
- Hyphessobrycon eques (Steindachner, 1882) = H. serpae = H. callistus – tetra krvavá
- Hyphessobrycon erythrostigma (Fowler, 1943) = H. rubrostigma Hoedeman, 1956 – tetra červenoskvrnná
- Hyphessobrycon fernandezi Fernández-Yépez, 1972
- Hyphessobrycon flammeus Myers, 1924 – tetra červená
- Hyphessobrycon frankei Zarske and Géry, 1997
- Hyphessobrycon georgettae Géry, 1961 – tetra Georgettina
- Hyphessobrycon gracilior Géry, 1964
- Hyphessobrycon griemi Hoedeman, 1957 – tetra cinobrová
- Hyphessobrycon guarani Mahnert & Géry, 1987
- Hyphessobrycon haraldschultzi Travassos, 1960
- Hyphessobrycon hasemani Fowler, 1913
- Hyphessobrycon heliacus Moreira, Landim & Costa, 2002
- Hyphessobrycon herbertaxelrodi Géry, 1961 – neonka černá
- Hyphessobrycon heteresthes Ulrey, 1894
- Hyphessobrycon heterorhabdus Ulrey, 1894 – tetra třípruhá
- Hyphessobrycon hildae Fernández-Yépez, 1950
- Hyphessobrycon igneus Miquelarena, Menni, Lopez & Casciotta, 1980
- Hyphessobrycon iheringi Fowler, 1941
- Hyphessobrycon inconstans (Eigenmann & Ogle, 1907)
- Hyphessobrycon itaparicensis Lima & Costa, 2001
- Hyphessobrycon langeanii Lima & Moreira, 2003
- Hyphessobrycon latus Fowler, 1941
- Hyphessobrycon loretoensis Ladiges, 1938 – tetra loretová
- Hyphessobrycon loweae Costa & Géry, 1994
- Hyphessobrycon luetkenii (Boulenger, 1887)
- Hyphessobrycon maculicauda Ahl, 1936
- Hyphessobrycon megalopterus (Eigenmann, 1915) – tetra fantómová
- Hyphessobrycon melanopleurus Ellis, 1911
- Hyphessobrycon melasemeion Fowler, 1945
- Hyphessobrycon melazonatus Durbin in Eigenmann, 1908
- Hyphessobrycon meridionalis Ringuelet, Miquelarena & Menni, 1978
- Hyphessobrycon metae Eigenmann & Henn, 1914
- Hyphessobrycon micropterus (Eigenmann, 1915)
- Hyphessobrycon milleri Durbin in Eigenmann, 1908
- Hyphessobrycon minimus Durbin, 1909
- Hyphessobrycon minor Durbin, 1909
- Hyphessobrycon moniliger Moreira, Lima & Costa, 2002
- Hyphessobrycon mutabilis Costa & Géry, 1994
- Hyphessobrycon negodagua Lima & Gerhard, 2001
- Hyphessobrycon ornatus E. Ahl 1934 – tetra šperková (ozdobná)
- Hyphessobrycon panamensis Durbin in Eigenmann, 1908
- Hyphessobrycon parvellus Ellis, 1911
- Hyphessobrycon peruvianus Ladiges, 1938 – tetra zelená
- Hyphessobrycon piabinhas Fowler, 1941
- Hyphessobrycon poecilioides Eigenmann, 1913
- Hyphessobrycon procerus Mahnert & Géry, 1987
- Hyphessobrycon proteus Eigenmann, 1913
- Hyphessobrycon pulchripinnis Ahl, 1937 – tetra citronová
- Hyphessobrycon pyrrhonotus Burgess, 1993 – tetra ohňoznaká
- Hyphessobrycon pytai Géry & Mahnert, 1993
- Hyphessobrycon reticulatus Ellis, 1911
- Hyphessobrycon robustulus (Cope, 1870)
- Hyphessobrycon rosaceus Durbin, 1909 – tetra růžová
- Hyphessobrycon roseus (Géry, 1960) – žlutý fantom tetra
- Hyphessobrycon saizi Géry, 1964
- Hyphessobrycon santae (Eigenmann in Eigenmann & Ogle, 1907)
- Hyphessobrycon savagei Bussing, 1967
- Hyphessobrycon schauenseei Fowler, 1926
- Hyphessobrycon scholzei Ahl, 1936 – tetra černopruhá
- Hyphessobrycon scutulatus Lucena, 2003
- Hyphessobrycon simulans (Géry, 1963) – neonka modrá
- Hyphessobrycon socolofi Weitzman, 1977
- Hyphessobrycon sovichthys Schultz, 1944
- Hyphessobrycon stegemanni Géry, 1961 – tetra savanová
- Hyphessobrycon stramineus Durbin in Eigenmann, 1918
- Hyphessobrycon sweglesi (Géry, 1961) – tetra Sweglesova
- Hyphessobrycon takasei Géry, 1964
- Hyphessobrycon taurocephalus Ellis, 1911
- Hyphessobrycon tenuis Géry, 1964
- Hyphessobrycon tortuguerae Böhlke, 1958
- Hyphessobrycon tropis Géry, 1963
- Hyphessobrycon tukunai Géry, 1965
- Hyphessobrycon uruguayensis (Fowler, 1943)
- Hyphessobrycon vilmae Géry, 1966
- Hyphessobrycon wajat Almirón & Casciotta, 1999
- Hyphessobrycon weitzmanorum Lima & Moreira, 2003
- Hyphessobrycon werneri Géry & Uj, 1987